# Drouet de Barentin
Pour les articles homonymes, voir Barentin (homonymie).
Drouet de Barentin, (connu également sous les noms de Drogo de Barentin ou Dreux de Barentin) est le patronyme de deux notables de Jersey issue de la même famille de la noblesse normande originaire du village de Barentin près de Rouen. Le plus ancien des deux Drouet de Barentin fut le premier bailli de Jersey et vécu au XIIIe siècle ; le second vécu au XIVe siècle et fut gardien de l'île de Jersey. Ces deux personnages de l'histoire de Jersey eurent un aïeux connu sous le nom d'Alexandre de Barentin, boulanger particulier du roi Henri II d'Angleterre.

## Drouet de Barentin (XIIIesiècle)
Il fut gouverneur de l'île de Jersey en 1235, puis de nouveau de 1241 à 1252 il se représenta pour cette charge le 24 avril 1252 mais sa nomination fut révoquée. Il assuma également la charge militaire de gardien de Jersey entre 1243 et 1248. Il devint le premier bailli de l'île de Jersey le 5 juillet 1258 jusqu'en 1272. 

## Drouet de Barentin (XIVesiècle)
Le second Drouet de Barentin fut gardien de l'île de Jersey sous le règne d'Édouard III d'Angleterre. Il fut aide de camp de Renaud V de Carteret seigneur de Saint-Ouen et qui lui succéda quand Drouet de Barentin fut tué au château de Mont-Orgueil lors de la défense de l'île contre une attaque de la marine française commandé par l'amiral français Nicolas Béhuchet.